# باول ساند
باول ساند (بالإنجليزية: Paul Sand)‏ هو ممثل أمريكي، ولد في 5 مارس 1935 في الولايات المتحدة. من الجوائز التي نالها جائزة توني لأفضل ممثل في مسرحية ‏ سنة 1971.

## جوائز
- جائزة توني لأفضل ممثل في مسرحية [الإنجليزية]‏ (1971)

## وصلات خارجية
- باول ساند على موقع IMDb (الإنجليزية)
- باول ساند على موقع قاعدة بيانات برودواي على الإنترنت (الإنجليزية)
- باول ساند على موقع إن إن دي بي (الإنجليزية)
- باول ساند على موقع قاعدة بيانات الفيلم (الإنجليزية)